# Wild und Hund

Wild und Hund

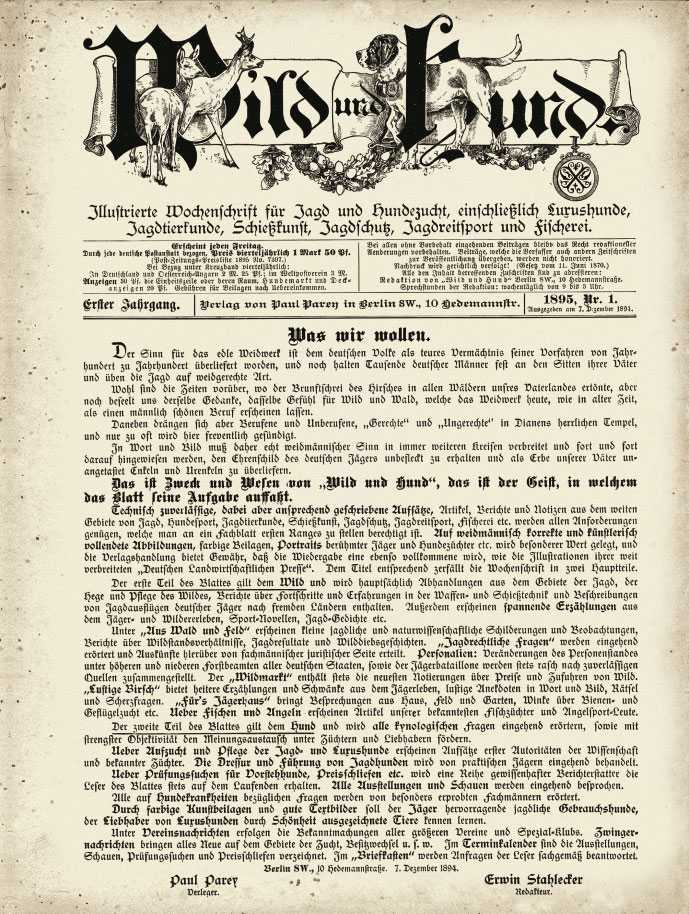
Erstausgabe der Wild und Hund
ausgegeben im Dezember 1894

Wild und Hund ist eine deutschsprachige, alle zwei Wochen erscheinende Special-Interest-Zeitschrift zum Thema Jagd, die im Paul Parey Zeitschriftenverlag in Singhofen/Taunus herausgegeben wird. Chefredakteur ist Heiko Hornung (Stand Mai 2016).
Wild und Hund wurde von Paul Parey gegründet und erscheint seit 1894. Sie ist die älteste und auflagenstärkste Jagdzeitschrift Deutschlands. Der Titel berichtet über Wild, Revier, Jagd, Jäger, aus den Bundesländern, über Jagdpraxis, Ausrüstung und Jagdpolitik.

## Auflage
Im Jahr 2009 lag die verbreitete Auflage bei 66.751 Exemplaren; davon 51.230 im Abonnement. Insgesamt erreichte die Zeitschrift ca. 350.000 Leser. Sie wird in etwa 54 Ländern verkauft.